# Стеригмостемум каспийский
Стеригмостемум каспийский, или Стеригмостемум войлочный (лат. Sterigmostemum caspicum) — вид двудольных растений рода Стеригмостемум (Sterigmostemum) семейства Капустные (Brassicaceae). Впервые описан французским естествоиспытателем Жаном Батистом Ламарком под таксономическим названием Cheiranthus caspicus Lam.basionym; перенесён в состав рода Стеригмостемум Отто Кунце в 1891 году.

## Распространение и среда обитания
Известен из Китая (Синцзян-Уйгурский автономный район), России и Казахстана.
В России растение распространено на Кавказе, в европейской части и Западной Сибири. В Казахстане повсеместно. В Китае — очень редкий вид, известный по единственной популяции.
Встречается в пустынях и других засушливых районах, степях.

## Ботаническое описание
Опушённые многолетние травянистые растения высотой 6—30 см.
Стеблей несколько.
Листья от линейных до обратнояйцевидных, зубчатые, перисто-надрезанные или перисто-рассечённые; верхние стеблевые листья меньше чем остальные, почти сидячие, обычно не членённые; прикорневые листья зелёные или грязновато-белые.
Цветки жёлтые.
Плод с коричневыми продолговатыми семенами.
Цветёт с апреля по июнь, плодоносят с мая по июль.

## Синонимы
Синонимичные названия:
- Cheiranthus caspicus Lam.
- Cheiranthus fruticulosus Georgi
- Cheiranthus littoreus Pall. nom. illeg.
- Cheiranthus ruderalis Pall. ex DC.
- Cheiranthus sinuatus Pall.
- Cheiranthus tomentosus Willd.
- Sterigma tomentosum DC.
- Sterigmostemum caspicum (Lam.) Rupr.
- Sterigmostemum tomentosum (Willd.) M.Bieb.